# Ратфарнем
Ратфарнем (англ. Rathfarnham; ирл. Ráth Fearnáin) — пригород в Ирландии, находится в графстве Южный Дублин (провинция Ленстер). Пригород находится южнее Теренура и восточнее Темплоуга.
Название пошло от ирландского Ráth Fearnáin, что означает форт Фернема. Информация о Фернеме не сохранилась.
Население — 17 333 человека (по переписи 2006 года).

## История
По сохранившимся источникам во время англо-норманского нашествия 1199 года земли были дарованы Мило ле Брету (англ. Milo le Bret). Несколько столетий после этого в пригороде не происходило сколь-нибудь значимых  событий. Земли, на которых находился Королевский лес Гленкри (англ. Royal Forest of Glencree), заселённый большими оленями, охранялись от ирландцев. Только в XIV веке местность подвергалась опасности из-за вторжения клана О'Тул.
Земляные валы в XVI веке заменил замок Ратфарнем, построенный Адамом Лофтусом, протестантским архиепископом Дублина, который получил земли в 1583 году. В это время Ратфарнем представлял собой малонаселённую деревню. В 1618 году деревня получила патент на проведение ярмарки 29 июля, к тому времени деревня выросла. Ярмарки в Ратфарнеме проходили 15 мая, 10 июля и 7 октября. Была отдельная ярмарка крупного рогатого скота, лошадей и овец.
Ратфарнем был в центре событий XVII-XVIII веков. В это время было построено много дворянский особняков, таких как Old Orchard, Butterfield House, Washington Lodge, Hermitage, Rathfarnham House, Bloomfield, Fairbrook, Glenbrook, Silveracre, Ashfield (известный как Brookvale) и Priory. Кроме того, шло индустриальное развитие региона, были построены водяные мельницы, большинство из которых первоначально производило бумагу. Предназначение мельниц было расширено в начале XIX века, появились шерстяное и хлопковое производство.
22 июня 1879 года в Дублине появились трамваи на лошадиной тяге, вскоре после этого компания Dublin Central Tramways Company расширила свои услуги и на Ратфарнем. Линия была электрифицирована в 1899 году. Трамвайная линия, символом которой был зелёный мальтийский крест, носила номер 16. 1 мая 1939 года трамваи были заменены на автобусы, при этом номер маршрута остался прежним.
|                |               |                   |
| Beaufort House | Berwick House | Rathfarnham House |

## Достопримечательности
В Ратфарнеме сохранились земляные фортификационные сооружения, построенные на валу высотой около 15 метров между рекой Доддер и рекой, проходящей через пригород. Такие сооружения начали строить норманны в XII веке, они являлись переходным этапом до строительства каменных замков.
В конце улицы Мэйн (англ. Main Street) находится кладбище Ратфарнема с руинами церкви святых Петра и Павла. Средневековая церковь использовалась для протестантских служб до 1795 года, после чего её посчитали слишком маленькой и построили новую, действующую до сих пор, церковь неподалёку.
По мнению многих исследователей дорога к Ратфарнему повторяет древнюю дорогу, которую святой Патрик использовал для путешествий из Дублина в Уиклоу и Уэксфорд, и которая носит название Slighe chualann. Полагают, что эта дорога пересекала реку Доддер. Первая информация о мосте через реку появилась в 1381 году, а в 1652 году мост был описан в Естественной истории Боата. В период в 1728 по 1765 год рекой было разрушено три моста, после чего появился каменный арочный мост, который был расширен с западной стороны в 1952 году и сохранился до сих пор. Сейчас мост назван в честь братьев Пирс (англ. Pearse).
Жёлтый дом, сохранившийся до настоящего времени отмечен на картах Тейлора, датированных 1816 годом. Согласно некоторым записям, сделанным в 1798 году, дом принадлежал Майклу Идесу (англ. Michael Eades) и служил публичным домом, который часто посещали солдаты гвардии Ратфарнема.